# صموئيل ويبر
صموئيل ويبر (بالإنجليزية: Samuel Weber)‏ هو فيلسوف أمريكي، ولد في 1940 في نيويورك في الولايات المتحدة.